# Damouzy
Damouzy és un municipi francès situat al departament de les Ardenes i a la regió del Gran Est. L'any 2007 tenia 419 habitants.

## Demografia

### Població
El 2007 la població de fet de Damouzy era de 419 persones. Hi havia 169 famílies de les quals 32 eren unipersonals (12 homes vivint sols i 20 dones vivint soles), 55 parelles sense fills, 66 parelles amb fills i 16 famílies monoparentals amb fills.
La població ha evolucionat segons el següent gràfic:
Habitants censats

### Habitatges
El 2007 hi havia 169 habitatges, 165 eren l'habitatge principal de la família i 4 estaven desocupats. 163 eren cases i 5 eren apartaments. Dels 165 habitatges principals, 141 estaven ocupats pels seus propietaris, 19 estaven llogats i ocupats pels llogaters i 5 estaven cedits a títol gratuït; 3 tenien una cambra, 1 en tenia dues, 14 en tenien tres, 29 en tenien quatre i 118 en tenien cinc o més. 140 habitatges disposaven pel capbaix d'una plaça de pàrquing. A 64 habitatges hi havia un automòbil i a 94 n'hi havia dos o més.

### Piràmide de població
La piràmide de població per edats i sexe el 2009 era:
| Homes | Edats   | Dones |
| ----- | ------- | ----- |
| 0     | 95 o +  | 0     |
| 0     | 90 a 94 | 0     |
| 0     | 85 a 89 | 0     |
| 0     | 80 a 84 | 0     |
| 8     | 75 a 79 | 0     |
| 8     | 70 a 74 | 16    |
| 12    | 65 a 69 | 4     |
| 8     | 60 a 64 | 4     |
| 12    | 55 a 59 | 8     |
| 24    | 50 a 54 | 28    |
| 16    | 45 a 49 | 32    |
| 28    | 40 a 44 | 24    |
| 16    | 35 a 39 | 16    |
| 8     | 30 a 34 | 12    |
| 8     | 25 a 29 | 8     |
| 16    | 20 a 24 | 16    |
| 20    | 15 a 19 | 12    |
| 28    | 10 a 14 | 4     |
| 12    | 5 a 9   | 16    |
| 8     | 0 a 4   | 12    |

## Economia
El 2007 la població en edat de treballar era de 283 persones, 214 eren actives i 69 eren inactives. De les 214 persones actives 200 estaven ocupades (112 homes i 88 dones) i 14 estaven aturades (4 homes i 10 dones). De les 69 persones inactives 30 estaven jubilades, 19 estaven estudiant i 20 estaven classificades com a «altres inactius».

### Ingressos
El 2009 a Damouzy hi havia 170 unitats fiscals que integraven 433,5 persones, la mediana anual d'ingressos fiscals per persona era de 21.888 €.

### Activitats econòmiques
Dels 21 establiments que hi havia el 2007, 1 era d'una empresa extractiva, 2 d'empreses de construcció, 9 d'empreses de comerç i reparació d'automòbils, 1 d'una empresa de transport, 3 d'empreses de serveis, 1 d'una entitat de l'administració pública i 4 d'empreses classificades com a «altres activitats de serveis».
Dels 4 establiments de servei als particulars que hi havia el 2009, 1 era un taller de reparació d'automòbils i de material agrícola, 1 paleta, 1 fusteria i 1 perruqueria.
L'any 2000 a Damouzy hi havia 10 explotacions agrícoles que ocupaven un total de 498 hectàrees.

## Equipaments sanitaris i escolars
El 2009 hi havia una escola elemental.

## Poblacions més properes
El següent diagrama mostra les poblacions més properes.